# HD 140815
HD 140815，又名BD+01 3125，SAO 121173、HR 5861，是一颗恒星，视星等为6.33，位于銀經8.25，銀緯40.69，其B1900.0坐标为赤經15h 40m 34s，赤緯+1° 40.69′ 16″。